# Saison 2 de Téhéran
Chronologie
Saison 1 Saison 3
Cet article présente les épisodes de la deuxième saison de la série télévisée israélienne Téhéran.

## Synopsis
Une Tamar désemparée choisit de rester à Téhéran et de demander justice, mais apprend que le Mossad a nommé Marjan Montazemi aux commandes.

## Distribution

### Acteurs principaux
- Niv Sultan (VF : Victoria Grosbois) : Tamar Rabinyan
- Glenn Close (VF : Frédérique Tirmont) : Marjan Montazemi
- Shaun Toub (VF : Omar Yami) : Faraz Kamali

### Acteurs récurrents et invités
- Shervin Alenabi (VF : Gauthier Battoue) : Milad Kahani
- Arash Marandi : Ali
- Vassilis Koukalani : Qasem Mohammadi
- Shila Omni : Naahid
- Darius Homayoun : Peyman Mohammadi
- Bahador Foladi : Amir
- Sia Alipour : Vahid Nemati
- Sara Von Schwarze : Yulia Magen

## Production

### Développement
Les rumeurs concernant une éventuelle deuxième saison de Téhéran ont commencé le 10 septembre 2020, lorsqu'il a été annoncé que le co-créateur Moshe Zonder avait signé un accord pluriannuel de "premier regard" pour créer des projets pour Apple TV+.
En décembre 2020, le producteur exécutif Julien Leroux a déclaré que la production avait commencé sur une deuxième saison bien qu'elle n'ait pas été officiellement approuvée, ce n'est que deux mois plus tard, le 26 janvier 2021, qu'Apple TV+ confirmait que la série avait été renouvelée pour la deuxième saison.
Le 22 juin 2021, on apprend que l'actrice Glenn Close nommé huit fois aux Oscars rejoindra la distribution de la saison 2 pour interpréter le rôle de Marjan Montazeri, une Britannique vivant à Téhéran.

### Tournage et diffusion
Le tournage de la saison 2 a commencé au printemps 2021 également à Athènes.
La sortie de la seconde saison était prévu initialement en exclusivité sur Apple TV+ fin 2021, mais sortira finalement au printemps 2022.

## Liste des épisodes
Les huit épisodes seront diffusés à partir du 6 mai 2022 avec ses deux premiers épisodes et s'achèvera le 17 juin suivant.